# Leon Osman
Leon Osman (Billinge Higher End, 17 maggio 1981) è un ex calciatore inglese, di ruolo centrocampista.

## Biografia
Nato a Wigan da padre turco-cipriota e madre inglese, è cresciuto a Skelmersdale e ad Huyton, nel Merseyside, frequentando le Up Holland High School ed il Winstanley College.

## Carriera

### I primi anni all'Everton
Si è presto unito all'Everton Academy (il settore giovanile dei Toffees), e faceva parte della squadra che nel 1998 ha vinto la FA Cup primavera. Dopo la vittoria della coppa, però, un infortunio al ginocchio l'ha tenuto lontano dai campi da gioco per un anno.

### Il prestito al Carlisle United
Nell'ottobre 2002, Osman è stato mandato in prestito al Carlisle United, dove ha giocato per 6 mesi segnando un solo gol ufficiale, al Macclesfield Town. Il periodo a Carlisle, comunque, è stato fra i migliori, e Osman è stato eletto Giocatore dell'Anno dal club. Al suo ritorno nel Merseyside è stato reintegrato nella squadra riserve, e ha subito segnato di testa nel 4-1 rifilato alle riserve del Manchester United.

### Il prestito al Derby County
Nell'estate 2003 gli è stato promesso un prolungamento di contratto, ma fino alla fine di quella stagione non è riuscito ad ottenere un posto in prima squadra, e per questo è stato mandato via nuovamente in prestito, stavolta al Derby County. Ha avuto un ruolo importante nella salvezza centrata coi Rams, e l'allora allenatore del Derby George Burley ha provato ad acquistarlo dall'Everton. Le quotazioni di Osman a Derby erano molto alte, grazie alle sue brillanti prestazioni in stagione, compreso un 4-2 contro i rivali del Nottingham Forest.

### Il ritorno all'Everton
Fatto sta che Osman è rimasto all'Everton, e, non appena rientrato in squadra, quando non mancavano che poche partite alla conclusione della stagione, il manager Moyes l'ha fatto esordire a 23 anni contro il Wolverhampton Wanderers; appena 3 minuti dopo il suo debutto, Osman ha ringraziato il proprio allenatore dell'opportunità data segnando il suo primo gol ufficiale in prima squadra con la maglia dei Toffees.

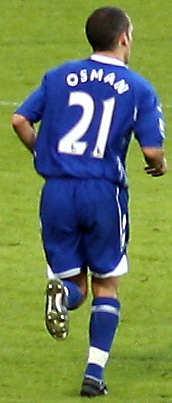
Osman con la maglia dell'Everton

Nella stagione successiva, Moyes ha cominciato a schierarlo con più frequenza, in particolare come esterno destro di centrocampo del suo 4-1-4-1. La sua prima stagione da titolare si è conclusa con 7 gol all'attivo, fra i quali una doppietta all'Aston Villa.
Nelle fasi iniziali della stagione 2005-06, Moyes ha preferito a Leon il neo-acquisto Simon Davies, ma col tempo e col ristabilirsi della propria condizione fisica, Osman ha recuperato il proprio posto nell'undici titolare. Uno dei gol più importanti segnati da Osman in questa stagione è stato al Millwall in FA Cup, gol che ha permesso ai Toffees di pareggiare e giocare il replay, gara poi vinta dalla formazione del Merseyside. Durante questa stagione, come spesso è accaduto nella sua carriera, Osman ha giocato in molti ruoli: su entrambe le ali, centrale di centrocampo, centrale arretrato e persino seconda punta dietro James Beattie, per rimpiazzare Marcus Bent dopo la cessione del calciatore inglese.

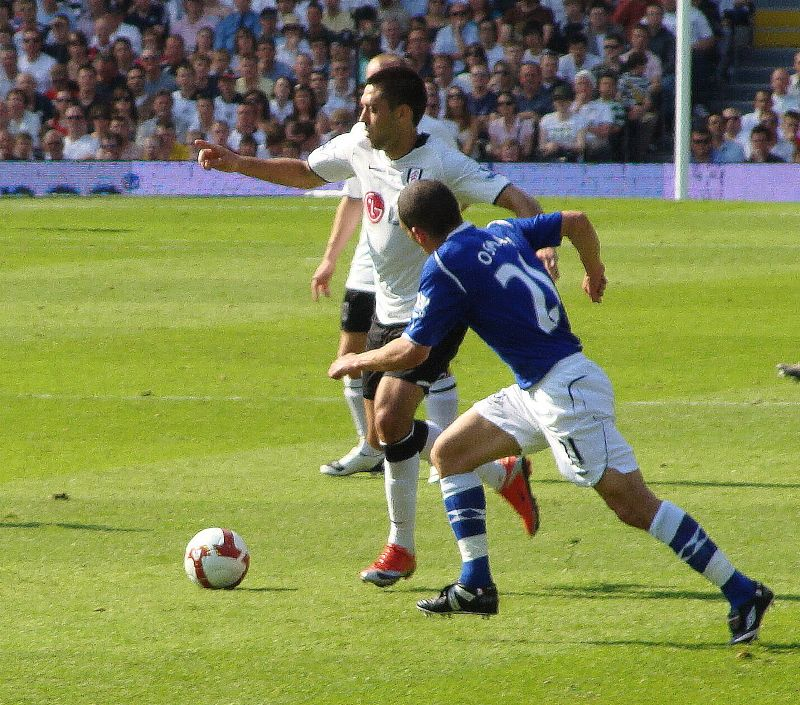
Osman in contrasto contro Clint Dempsey del Fulham, nella stagione 2008-09

La stagione 2006-2007 è stata una delle migliori della carriera di Osman. Le sue fantastiche prestazioni hanno spinto più volte Moyes a chiedere a gran voce la convocazione in nazionale da parte del c.t. Steve McClaren, presente alla partita Blackburn-Everton, nella quale Leo ha mostrato una prestazione da Uomo del Match.
La stagione 2007-2008 comincia con due gol consecutivi in due vittorie consecutive contro Wigan e Tottenham. Il suo posto nell'undici titolare comincia ad essere a rischio con l'arrivo in prestito del sudafricano Steven Pienaar.
Il 25 ottobre 2007 sfrutta un assist proprio di Pienaar per segnare contro il Larissa, portando il risultato finale sul 3-1 per l'Everton e permettendo ai Toffees di vincere il girone di Coppa UEFA. Questa rete è poi stata eletta come la miglior rete stagionale dell'Everton.
Nella partita finale della stagione segna due gol che chiudono Everton-Fulham (2-0) e che regalano alla squadra di Liverpool il 5º posto e così l'Europa League. Nella stagione successiva Osman gioca per la prima volta con la fascia da capitano, in un 4-0 esterno all'Hull in Carling Cup, in cui lui ha segnato il quarto gol.

### Nazionale
Sebbene nato in Inghilterra e di madre inglese, Osman è eleggibile per essere schierato dalle nazionali di Turchia e Cipro grazie al padre. Ha inoltre rappresentato la nazionale dei Tre Leoni a livello giovanile, in particolare la under 16, nella stagione 1997-98.
L'8 novembre 2012 ha ricevuto la prima convocazione con la nazionale maggiore inglese per un'amichevole con la Svezia.

## Statistiche

### Presenze e reti nei club
Statistiche aggiornate all'11 maggio 2016.
| Stagione            | Squadra         | Campionato      | Campionato | Campionato | Coppe nazionali | Coppe nazionali | Coppe nazionali | Coppe continentali | Coppe continentali | Coppe continentali | Altre coppe | Altre coppe | Altre coppe | Totale | Totale |
| Stagione            | Squadra         | Comp            | Pres       | Reti       | Comp            | Pres            | Reti            | Comp               | Pres               | Reti               | Comp        | Pres        | Reti        | Pres   | Reti   |
| ------------------- | --------------- | --------------- | ---------- | ---------- | --------------- | --------------- | --------------- | ------------------ | ------------------ | ------------------ | ----------- | ----------- | ----------- | ------ | ------ |
| 2000-2001           | Everton         | PL              | 0          | 0          | FACup+CdL       | 0+0             | 0               | -                  | -                  | -                  | -           | -           | -           | 0      | 0      |
| 2001-2002           | Everton         | PL              | 0          | 0          | FACup+CdL       | 0+0             | 0               | -                  | -                  | -                  | -           | -           | -           | 0      | 0      |
| ott. 2002-gen. 2003 | Carlisle United | TD              | 12         | 1          | FACup+CdL       | 0+0             | 0               | -                  | -                  | -                  | -           | -           | -           | 12     | 1      |
| gen.-giu. 2003      | Everton         | PL              | 2          | 0          | FACup+CdL       | 0+0             | 0               | -                  | -                  | -                  | -           | -           | -           | 2      | 0      |
| 2003-apr. 2004      | Derby County    | FLC             | 17         | 3          | FACup+CdL       | 0+0             | 0               | -                  | -                  | -                  | -           | -           | -           | 17     | 3      |
| apr.-giu. 2004      | Everton         | PL              | 4          | 1          | FACup+CdL       | 0+1             | 0               | -                  | -                  | -                  | -           | -           | -           | 5      | 1      |
| 2004-2005           | Everton         | PL              | 29         | 6          | FACup+CdL       | 3+3             | 1+0             | -                  | -                  | -                  | -           | -           | -           | 35     | 7      |
| 2005-2006           | Everton         | PL              | 35         | 3          | FACup+CdL       | 4+1             | 1+0             | UCL+CU             | 1+1                | 0                  | -           | -           | -           | 42     | 5      |
| 2006-2007           | Everton         | PL              | 34         | 3          | FACup+CdL       | 1+2             | 0               | -                  | -                  | -                  | -           | -           | -           | 37     | 3      |
| 2007-2008           | Everton         | PL              | 28         | 4          | FACup+CdL       | 0+4             | 0+1             | CU                 | 7                  | 2                  | -           | -           | -           | 39     | 7      |
| 2008-2009           | Everton         | PL              | 34         | 6          | FACup+CdL       | 6+1             | 1+0             | CU                 | 2                  | 0                  | -           | -           | -           | 43     | 7      |
| 2009-2010           | Everton         | PL              | 26         | 2          | FACup+CdL       | 1+1             | 1+1             | UEL                | 7                  | 0                  | -           | -           | -           | 35     | 4      |
| 2010-2011           | Everton         | PL              | 26         | 4          | FACup+CdL       | 3+2             | 0+1             | -                  | -                  | -                  | -           | -           | -           | 31     | 5      |
| 2011-2012           | Everton         | PL              | 30         | 4          | FACup+CdL       | 3+1             | 0               | -                  | -                  | -                  | -           | -           | -           | 34     | 4      |
| 2012-2013           | Everton         | PL              | 36         | 5          | FACup+CdL       | 5+1             | 2+1             | -                  | -                  | -                  | -           | -           | -           | 42     | 8      |
| 2013-2014           | Everton         | PL              | 38         | 3          | FACup+CdL       | 4+1             | 0               | -                  | -                  | -                  | -           | -           | -           | 43     | 3      |
| 2014-2015           | Everton         | PL              | 21         | 2          | FACup+CdL       | 0+1             | 0               | UEL                | 7                  | 1                  | -           | -           | -           | 29     | 3      |
| 2015-2016           | Everton         | PL              | 9          | 0          | FACup+CdL       | 2+5             | 0+1             | -                  | -                  | -                  | -           | -           | -           | 16     | 1      |
| Totale Everton      | Totale Everton  | Totale Everton  | 352        | 43         |                 | 56              | 11              |                    | 25                 | 3                  |             |             |             | 433    | 57     |
| Totale carriera     | Totale carriera | Totale carriera | 381        | 47         |                 | 56              | 11              |                    | 25                 | 3                  |             |             |             | 462    | 61     |

### Cronologia presenze e reti in nazionale
| Cronologia completa delle presenze e delle reti in nazionale ― Inghilterra | Cronologia completa delle presenze e delle reti in nazionale ― Inghilterra | Cronologia completa delle presenze e delle reti in nazionale ― Inghilterra | Cronologia completa delle presenze e delle reti in nazionale ― Inghilterra | Cronologia completa delle presenze e delle reti in nazionale ― Inghilterra | Cronologia completa delle presenze e delle reti in nazionale ― Inghilterra | Cronologia completa delle presenze e delle reti in nazionale ― Inghilterra | Cronologia completa delle presenze e delle reti in nazionale ― Inghilterra |
| Data                                                                       | Città                                                                      | In casa                                                                    | Risultato                                                                  | Ospiti                                                                     | Competizione                                                               | Reti                                                                       | Note                                                                       |
| -------------------------------------------------------------------------- | -------------------------------------------------------------------------- | -------------------------------------------------------------------------- | -------------------------------------------------------------------------- | -------------------------------------------------------------------------- | -------------------------------------------------------------------------- | -------------------------------------------------------------------------- | -------------------------------------------------------------------------- |
| 25-11-2012                                                                 | Solna                                                                      | Svezia                                                                     | 4 – 2                                                                      | Inghilterra                                                                | Amichevole                                                                 | -                                                                          |                                                                            |
| 22-3-2013                                                                  | Serravalle                                                                 | San Marino                                                                 | 0 – 8                                                                      | Inghilterra                                                                | Qual. Mondiali 2014                                                        | -                                                                          | 56’                                                                        |
| Totale                                                                     |                                                                            | Presenze                                                                   | 2                                                                          |                                                                            | Reti                                                                       | 0                                                                          |                                                                            |

## Palmarès

### Club

#### Competizioni giovanili
- FA Youth Cup: 1

Everton: 1997-1998